# Manglares de Maranhão
Los manglares de Maranhão es una ecorregión de manglares del Brasil nordestino. 

## Ubicación
Esta ecorregión cubre 11.300 km² en las costas brasileñas atlánticas de los estados de Maranhão y el este de Pará. La ecorregión se divide en partes oriental y occidental. La occidental se extiende desde Belém en el río Pará a lo largo de la costa oriental de los estados de Pará y occidental de Maranhão, en la bahía de São Marcos. Aquí la línea costera está constituida por centenares de islas y fangales, de fino limo depositado por el río Amazonas.
La parte este se extiende de la bahía de São Marcos a lo largo de la costa este de Maranhão hasta la desembocadura del río Paranaíba. Aquí la costa está dominada por dunas extensivas, entremezclada con bolsillos de manglares en bahías y desembocaduras de ríos.

## Flora
- Amazónica: Predominante en el oeste del Estado y se encuentra muy devastada por consecuencia de las siderúrgicas de hierro gusa.
- Mata de Coqueros: Mata característica de Maranhão donde predomina el babaçu y el carnaúba. Cubre la parte central del Estado.
- Campos: Próxima al Golfão Maranhense, tiene como característica vegetación herbácea inundable por los ríos y lagos de la Bajada Maranhense.
- Manglares: Predominan en el litoral maranhense desde la boca del río Gurupi hasta la boca del río Periá.
- Cerrado: Vegetación predominante en Maranhão. Formada por árboles de porte medio y vegetación rastrera.